# علم الأعصاب المعرفي الاجتماعي
علم الأعصاب المعرفي الاجتماعي هو الدراسة العلمية للعمليات الحيوية التي تشكل جزءًا من الاستعراف الاجتماعي. وبشكل خاص، يستخدم أدوات العلوم العصبية بشكل خاص في دراسة «الآليات العقلية التي تصنع، وتؤطر، وتنظم، وتستجيب لتجاربنا الخاصة بالعالم الاجتماعي». يستخدم علم الأعصاب المعرفي الاجتماعي القواعد المنهجية المعرفية الخاصة بعلم الأعصاب المعرفي، الذي يرتبط بشكل وثيق بعلم الأعصاب الاجتماعي. يوظف علم الأعصاب المعرفي الاجتماعي التصوير العصبي البشري، ويستخدم نموذجيًا التصوير بالرنين المغناطيسي الوظيفي (إف إم آر آي). تستخدم أيضًا تقنيات تنبيه الدماغ البشري مثل التنبيه باستخدام التحفيز المغناطيسي للدماغ والتنبيه باستخدام تيار مباشر عبر القحف. في الحيوانات غير البشرية، تستخدم التسجيلات الفسيولوجية الكهربائية المباشرة والتنبيهات الكهربائية للخلايا المفردة والتغصنات العصبونية في استقصاء العلميات المعرفية الاجتماعية ذات المستوى الأخفض.

## نبذة تاريخية والطرق
تعود أولى الأعمال حول الأسس العصبية للإدراك الاجتماعي إلى فينس غيج، الرجل الناجي من إصابة دماغية رضية في عام 1849 ودُرس بشكل مكثف لمعرفة التغيرات الناجمة في الوظيفة الاجتماعية والشخصية. في عام 1924، كتب عالم النفس البارز جوردون ألبورت فصلًا حول الأسس العصبية للظاهرة الاجتماعية في كتابه «علم النفس الاجتماعي». ومع ذلك، لم ينجم عن تلك الأعمال الكثير من النشاط في العقود اللاحقة. تعود بداية علم الأعصاب المعرفي الاجتماعي إلى كتاب مايكل غازانيغا، «العقل الاجتماعي» (1985)، الذي أسند تخصيص الوظائف المخية لخواص الظواهر النفسية الاجتماعية. نشأت السياقات المنعزلة الخاصة بعلم الأعصاب المعرفي الاجتماعي في نهايات ثمانينيات القرن التاسع عشر حتى منتصف تسعينيات القرن التاسع عشر، واستخدمت التسجيلات الفسيولوجية الكهربائية ذات الوحدة المفردة عمومًا عند الأوليات غير البشرية أو دراسات الآفات النفسية العصبية عند البشر. خلال هذا الوقت، ظهر المجال المرتبط بشدة بعلم الأعصاب الاجتماعي على التوازي، ومع ذلك ركز إجمالًا حول كيفية تأثير العوامل الاجتماعية على الأجهزة الذاتية، والغدية والمناعية. في عام 1966، حققت مجموعة جياكومو ريزولاتي أحد أكثر الاكتشافات إبداعًا في علم الأعصاب المعرفي الاجتماعي: وجود العصبونات المرآتية في القشرة الجبهية الأمامية عند قرود المكاك. شهد منتصف تسعينيات القرن التاسع عشر ظهور التصوير المقطعي الوظيفي بالإصدار البوزيتروني (بّي إي تي) للبشر، والذي جعل من الدراسة العصبية العلمية المجردة ممكنة (ولربما بشكل خاص) الوظائف المعرفية الاجتماعية عند البشر مثل نظرية العقل والتعقيل. ومع ذلك، يعتبر التصوير المقطعي بالإصدار البوزيتروني باهظ التكاليف ويتطلب حقن واسمات مشعة، وبالتالي الحد من استخدامه.
في عام 2000، صيغ مصطلح «علم الأعصاب المعرفي الاجتماعي» من قبل ماثيو ليبرمان وكيفن أوشنر، اللذان يمتلكان خلفية نفسية معرفية واجتماعية، على التوالي. وقد تم ذلك من أجل جمع المختبرات المنعزلة التي تقوم بالبحث حول الأسس العصبية للإدراك الاجتماعي وتجديدها. وفي عام 2000 أيضًا، نشرت إليزابيث فيلبس وزملائها أول دراسة (إف إم آر آي) حول الإدراك الاجتماعي، وبشكل خاص حول التقييمات العرقية. ساهم استخدام إف إم آر آي، نموذج تصوير عصبي غير باضع وأقل تكلفة، في تطوير المجال بشكل كبير. في عام 2001، أقيم أول مؤتمر أكاديمي خاص بعلم الأعصاب المعرفي الاجتماعي في جامعة كاليفورنيا بلوس أنجلوس. شهد منتصف العقد الأول من القرن الحادي والعشرين ظهور جمعيات أكاديمية خاصة بالمجال (جمعية علم الأعصاب العاطفي والاجتماعي، وجمعية علم الأعصاب الاجتماعي)، بالإضافة إلى الدوريات المحكمة المتخصصة بالمجال (علم الأعصاب العاطفي والمعرفي الاجتماعي، علم الأعصاب الاجتماعي). في العقد الأول من القرن الواحد والعشرين وما بعده، ازداد عدد المخابر البحثية الخاصة بعلم الأعصاب المعرفي الاجتماعي في كل من أوروبا، وأمريكا الشمالية، وشرق آسيا، وأستراليا، وأمريكا الجنوبية.
بدءًا من نهايات العقد الأول من القرن الحادي والعشرين، بدأ المجال بتوسيع مراجعه المنهجية من خلال توظيف نماذج تصوير عصبية أخرى (على سبيل المثال، تخطيط أمواج الدماغ، وتخطيط الدماغ المغناطيسي، ومنظار الطيف للأشعة القريبة من تحت الحمراء الوظيفي)، وطرق حسابية متطورة (على سبيل المثال، تحليل الأنماط متعددة التغاير، والنمذجة الاعتيادية، ونظرية المخططات)، وتقنيات التنبيه الدماغية (على سبيل المثال، التنبيه باستخدام التحفيز المغناطيسي للدماغ، والتنبيه باستخدام تيار مباشر عبر القحف، والتحفيز العميق للدماغ). شهد العقد الثاني من القرن الحادي والعشرين، وفقًا لحجم وصرامة البحث العلمي في المجال، تحقيق علم الأعصاب المعرفي الاجتماعي قبولًا عامًا بشكل أوسع في مجالات علم الأعصاب وعلم النفس.

## التشريح الوظيفي
يخضع معظم الإدراك الاجتماعي لشبكتين منفصلتين ذات نطاق دماغي كبروي: الجهاز العصبي المرآتي (إم إن إس) وشبكة الوضع المفترض (دي إم إن). يعتقد أن الجهاز العصبي المرآتي يمثل الأفعال الملاحظة ويحددها (على سبيل المثال، إمساك كأس) التي تستخدمها شبكة الوضع المفترض من استنتاج الحالات العقلية غير الملاحظة، والسمات، والنوايا (العطش مثلًا). وبشكل متزامن، لوحظ أن بدء تفعيل الجهاز العصبي المرآتي يسبق شبكة الوضع الافتراضي خلال الإدراك الاجتماعي. ومع ذلك، لم يُوصف بشكل جيد بعد مدى الارتجاع المسبق «Feed-forward»، والارتجاع «Feedback»، والمعالجة الراجعة «Recurrent» ضمن الجهاز العصبي المرآتي وشبكة الوضع الافتراضي وبينهما، وبالتالي من الصعب الفصل الوظائف بدقة لكلا الشبكتين وعقدهما بشكل تام.

### الجهاز العصبي المرآتي
اكتشفت العصبونات المرآتية لأول مرة في القشرة الجبهية الأمامية لدى قرود المكاك، إذ تطلق عندما تلاحظ الأفعال أو تنفذ. عند البشر، وجدت استجابات «انعكاسية مرآتية» حسية حركية مشابهة في مناطق الدماغ المدرجة في الأسفل، التي يشار إليها بالمجمل باسم الجهاز العصبي المرآتي. وُجد أن الجهاز العصبي المرآتي يقوم بتعريف الأفعال القصدية وتمثيلها مثل التعابير الوجهية، ولغة الجسد، والقبض. قد يرمز الجهاز العصبي المرآتي مفهوم الفعل، ليس فقط المعلومات الحسية والحركية المرتبطة بالفعل. كما يبدو أن تمثيلات الجهاز العصبي المرآتي غير متغيرة بالنسبة لكيفية ملاحظة الفعل (مثلًا، كيفية الحس) وكيفية تنفيذ الفعل (مثلًا، اليد اليمنى مقابل اليد اليسرى، وإلى الأعلى أو الأسفل). وُجد أن الجهاز العصبي المرآتي يمثل الأفعال التي تُوصف في اللغة المكتوبة حتى.
تنقسم نظريات آلية وظيفة الجهاز العصبي المرآتي إلى قسمين: النظريات الحركية والنظريات المعرفية. تدعي النظريات الحركية التقليدية نشوء تمثيلات الفعل المجرد من الأفعال المشابهة ضمن الجهاز الحركي، بينما تقترح النظريات المعرفية الأحدث نشوء تمثيلات الفعل المجرد من اقتران عدة سياقات من المعلومات: الإدراكية الحسية، والحركية، والدلالية، والمفاهيمية. إلى جانب هذه النظريات المتنازعة، هنالك جدالات جوهرية تحيط بالجهاز العصبي المرآتي البشري- وجود العصبونات المرآتية بحد ذاتها في هذه الشبكة ما زال موضع نقاش. كما أن مصطلح الجهاز العصبي المرآتي «إم إن إس» متجنب في بعض الأحيان من أجل تعريف الأسماء بشكل وظيفي مثل «شبكة ملاحظة الفعل»، و«شبكة تحديد الفعل»، و«شبكة تمثيل الفعل».

## أكاديميون بارزون
- روبن دونبار
- كريستوفر فريث
- مايكل غازانيغا
- جوشوا غرين
- تانيا سنجر